# Bulbophyllum ceriodorum
Bulbophyllum ceriodorum är en orkidéart som beskrevs av Pierre Boiteau. Bulbophyllum ceriodorum ingår i släktet Bulbophyllum och familjen orkidéer. Inga underarter finns listade i Catalogue of Life.